# Gai Bel·liè
Gai Bel·liè o Bil·liè (llatí: Gaius Billienus C. f.) va ser un magistrat romà que pertanyia a la gens Bel·liena o Bil·liena.
Ciceró diu que va ser un polític talentós i de gran capacitat, i que hauria estat elegit cònsol si no hagués estat perquè va coincidir amb els diversos consolats successius de Gai Màrius i per altres impediments d'altra natura. D'aquesta afirmació es dedueix que va exercir la pretura cap a la darrera dècada del segle ii aC, i, per això, s'havia identificat primerament amb Gai Anni Bel·liè, que fou llegat de Marc Fonteu el 72 aC.
No obstant això, la troballa de dues inscripcions a Delos han permès identificar millor el personatge. Sembla, doncs, que primerament va ser qüestor, i el 107 aC va ser pretor a Macedònia, Acaia o Àsia. A continuació, va ser procònsol a Àsia i, posteriorment, està documentat com a llegat a Acaia.